# Yokohama F·Marinos 2012
Questa voce raccoglie le informazioni riguardanti gli Yokohama F·Marinos nelle competizioni ufficiali della stagione 2012.

## Maglie e sponsor
Vengono confermati gli sponsor Nissan (presente sulla parte anteriore), All Nippon Airways e Life Plaza Holdings, impressi su maglie prodotte dalla Adidas.
| Manica sinistra · Manica sinistra · Maglietta · Maglietta · Manica destra · Manica destra · Pantaloncini · Pantaloncini · Calzettoni · Calzettoni | Manica sinistra · Manica sinistra · Maglietta · Maglietta · Manica destra · Manica destra · Pantaloncini · Pantaloncini · Calzettoni · Calzettoni | Manica sinistra · Manica sinistra · Maglietta · Maglietta · Manica destra · Manica destra · Pantaloncini · Pantaloncini · Calzettoni · Calzettoni |

## Rosa
| N. |                     | Ruolo | Calciatore       |
| -- | ------------------- | ----- | ---------------- |
| 1  | Giappone (bandiera) | P     | Tetsuya Enomoto  |
| 2  | Giappone (bandiera) | D     | Takashi Amano    |
| 4  | Giappone (bandiera) | D     | Yūzō Kurihara    |
| 6  | Giappone (bandiera) | C     | Shōhei Ogura     |
| 7  | Giappone (bandiera) | C     | Shingō Hyōdō     |
| 8  | Giappone (bandiera) | C     | Kōsuke Nakamachi |
| 9  | Giappone (bandiera) | A     | Masashi Ōguro    |
| 10 | Giappone (bandiera) | A     | Yuji Ono         |
| 11 | Giappone (bandiera) | A     | Manabu Saitō     |
| 13 | Giappone (bandiera) | D     | Yūzō Kobayashi   |
| 14 | Giappone (bandiera) | C     | Kenta Kanō       |
| 16 | Giappone (bandiera) | D     | Yusuke Higa      |
| 17 | Giappone (bandiera) | A     | Rei Matsumoto    |

| N. |                     | Ruolo | Calciatore         |
| -- | ------------------- | ----- | ------------------ |
| 18 | Brasile (bandiera)  | A     | Marquinhos         |
| 19 | Giappone (bandiera) | C     | Kentarō Moriya     |
| 21 | Giappone (bandiera) | P     | Hiroki Iikura      |
| 22 | Giappone (bandiera) | D     | Yūji Nakazawa      |
| 23 | Giappone (bandiera) | C     | Sho Matsumoto      |
| 24 | Giappone (bandiera) | D     | Takashi Kanai      |
| 25 | Giappone (bandiera) | C     | Shunsuke Nakamura  |
| 26 | Giappone (bandiera) | D     | Naoaki Aoyama      |
| 27 | Giappone (bandiera) | D     | Seitarō Tomisawa   |
| 28 | Giappone (bandiera) | C     | Andrew Kumagai     |
| 29 | Giappone (bandiera) | C     | Hiroyuki Taniguchi |
| 30 | Giappone (bandiera) | P     | Yūji Rokutan       |
| 31 | Giappone (bandiera) | P     | Ryota Suzuki       |

## Statistiche

### Statistiche di squadra
| Competizione           | Punti | Totale | Totale | Totale | Totale | Totale | Totale | DR  |
| Competizione           | Punti | G      | V      | N      | P      | Gf     | Gs     | DR  |
| ---------------------- | ----- | ------ | ------ | ------ | ------ | ------ | ------ | --- |
| J. League Division 1   | 53    | 34     | 13     | 14     | 7      | 44     | 33     | +11 |
| Coppa Yamazaki Nabisco | -     | 6      | 1      | 2      | 3      | 7      | 9      | -2  |
| Coppa dell'Imperatore  | -     | 5      | 4      | 0      | 1      | 8      | 4      | +4  |
| Totale                 |       | 45     | 18     | 16     | 11     | 59     | 46     | +13 |